# アイマン・ウマロヴァ
アイマン・ウマロヴァ（カザフ語: Айман Омарова または Айман Умаровой, 英: Aiman Omarova または Aiman Umarova, 中: 艾曼·烏瑪洛娃）は、カザフスタンの弁護士、人権活動家である。国際勇気ある女性賞の受賞者である。

## 経歴

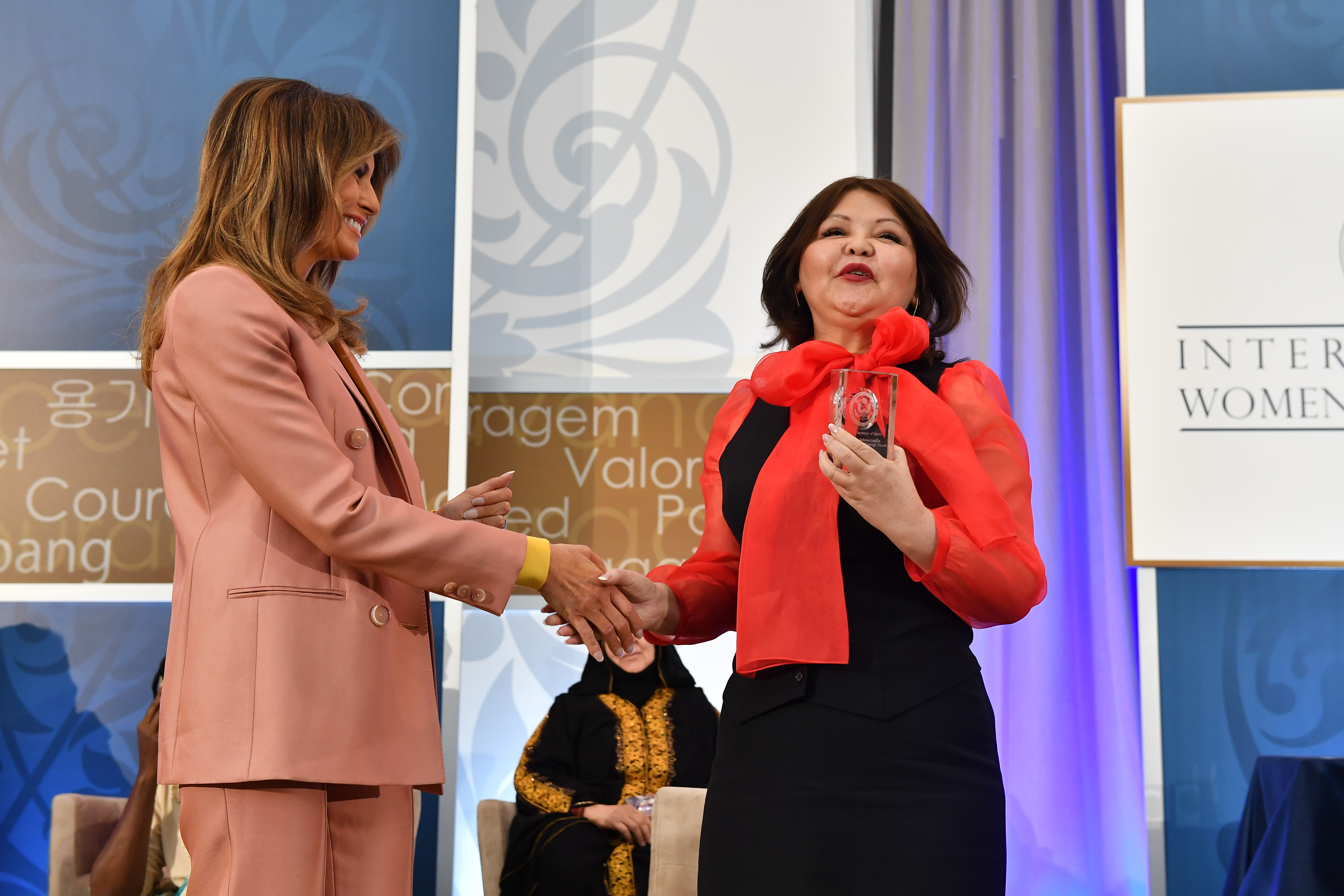
メラニア・トランプと

ジャンブール州に生まれる。17歳のときに家を出て大学に入学する。3つの高等教育を履修している。最終学歴はカザフ州立大学卒業であり、国際関係と国際言語を修めた。
ウマロヴァは当初、社会的な不平等に立ち向かって人々を守ろうと考え、法執行機関において捜査官としてのキャリアを積んでおり、その傍らで法学の学士号を取得するために勉学に勤しんだ。2018年、アメリカ合衆国国務省による国際勇気ある女性賞を受賞している。2019年には、国民の法律に関する知識を向上させることを目的として、オンラインの法律学校を創設している。

## 人物
アルマトイを拠点に活動している。子どもや女性を対象とする性犯罪や、テロリズムや暴力的過激主義などに関連する犯罪事案の他、人権を侵害する目的あるいは政治的な目的で、投獄されている囚人と協力する行為を扱っている。カザフスタンの大統領のもとに組織された、人権に関する専門家会議のメンバーを務めている。
カザフスタンの法務関連の諮問部会における懲戒委員会のメンバーを務めている。アルマトイ地域弁護士会に所属している。公的な財団である “Human Rights Lawyers”（露: «Правозащитники»）の設立者の1人である。
カザフ語やロシア語の他に、英語やチュルク語を話すことができる。二児の母である。好きな作家として、サマセット・モームやオー・ヘンリー、サキやマーク・トウェイン、フレデリック・フォーサイスの他に、フョードル・ドストエフスキーやアントン・チェーホフなどを挙げている。